# Melinda septentrionis
Melinda septentrionis är en tvåvingeart som beskrevs av Xue 1983. Melinda septentrionis ingår i släktet Melinda och familjen spyflugor. Inga underarter finns listade i Catalogue of Life.